# Hans Hansson (lantmätare)

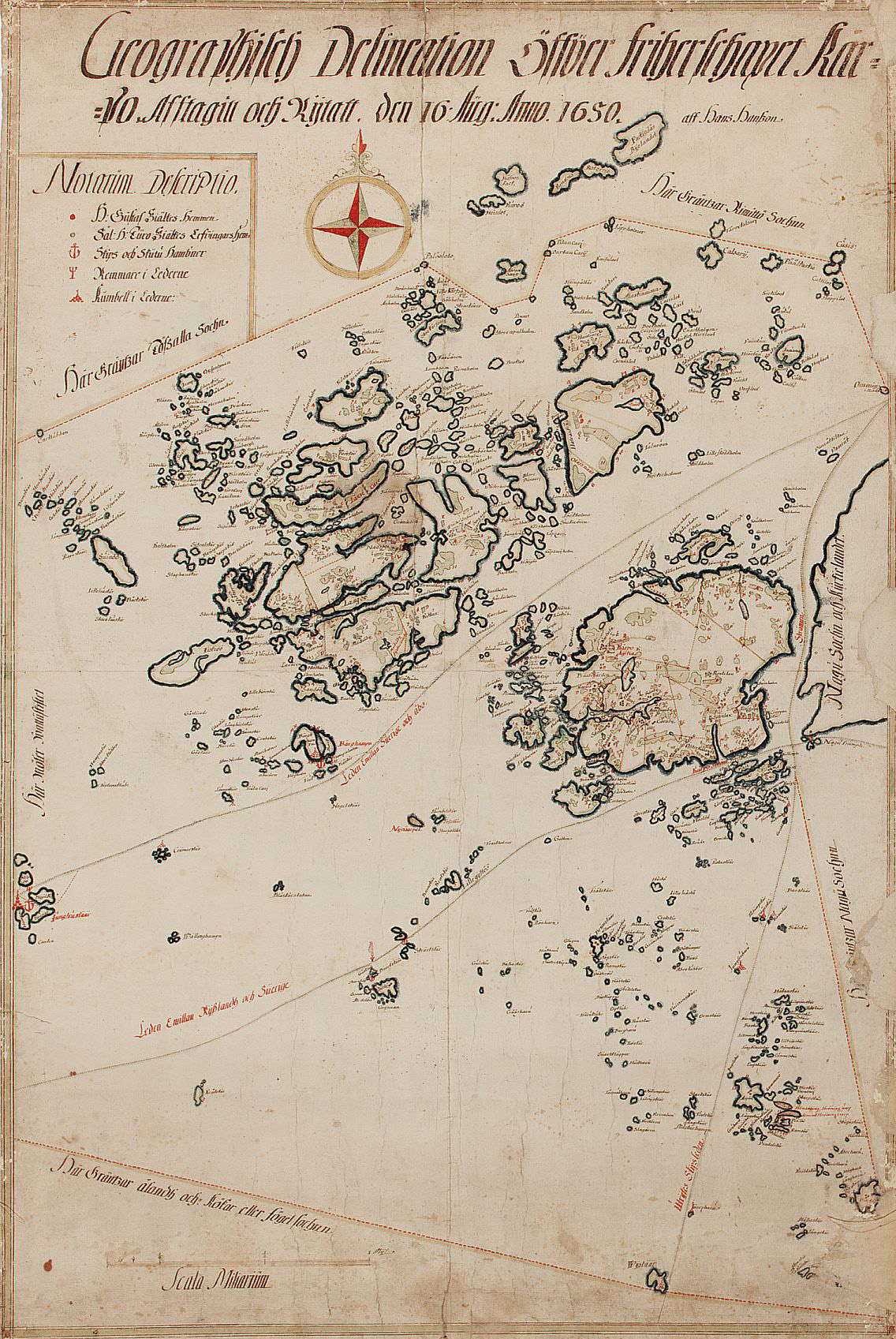
En exempel på en karta av Hans Hansson: Friherreskapet Korpo (Åbolands skärgård), daterad den 16 augusti 1650. Den såldes på auktion i Stockholm 2004.

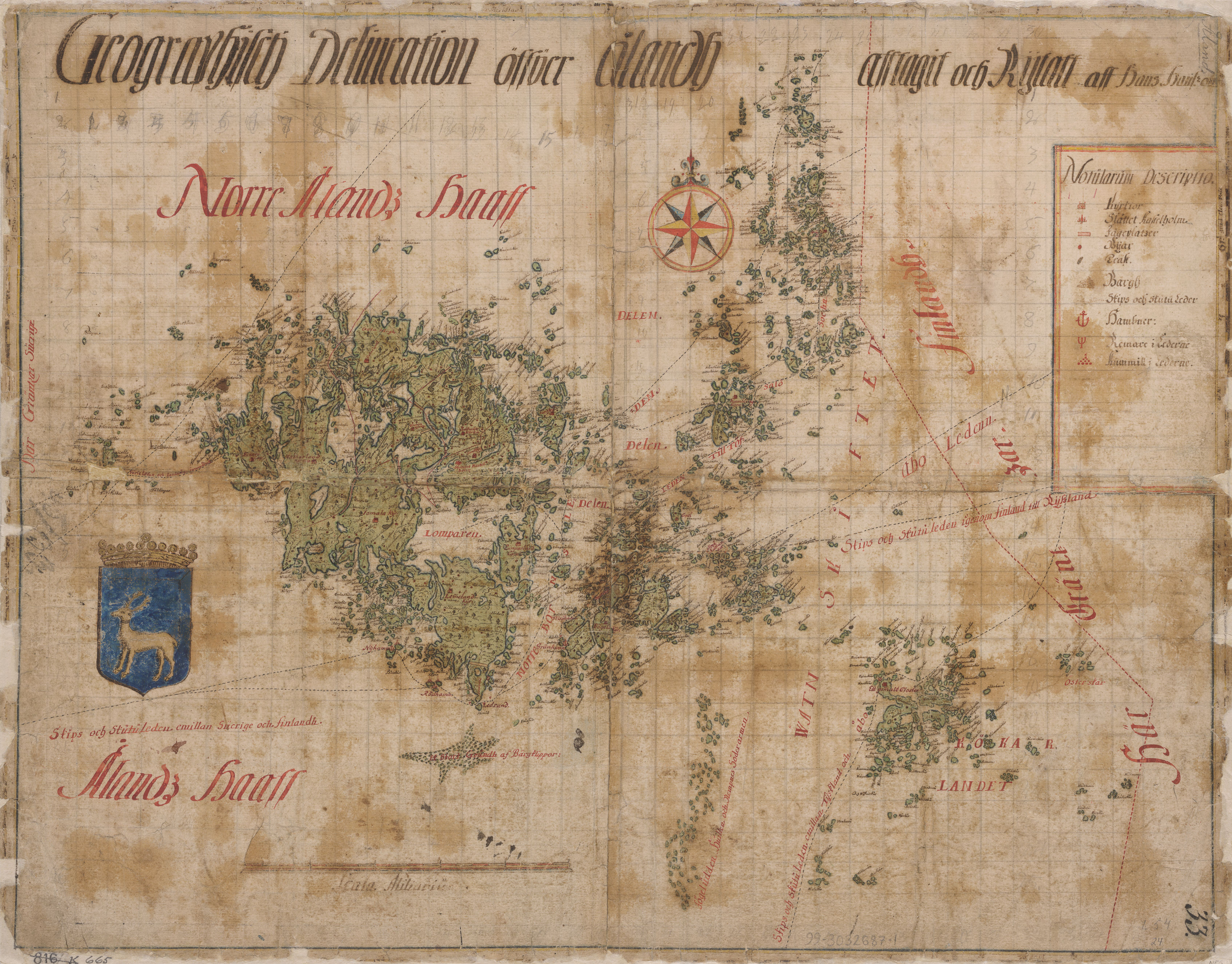
Hans Hanssons karta över Åland (”Geographisch delineation öffver Ålandh”) är odaterad men brukar anges vara tillkommen omkring 1650. Den förvaras i Kungliga biblioteket.

Hans Hansson, död 1667 i Helsingfors, var en lantmätare verksam i Finland. Han var från 1655, kanske redan 1649, ordinarie lantmätare i Åbo och Björneborgs län samt blev 1657 borgmästare i Björneborg och 1658 rådman i Helsingfors.

## Yrkeskarriär
Hans Hansson verkade åtminstone under ett par decennier omkring 1600-talets mitt i Finland som lantmätare, borgmästare och rådman. Han förefaller ha varit rätt flitigt anlitad vid kartläggningar, och av hans arbeten finns många bevarade. 
Några exempel på gjorda arbeten: År 1646 intygade Hans Hansson att han avmätt Eknäs by i Borgå. Över Tenala socken utarbetade han 1647 en jordrevningsbok, ett synnerligen vackert och omsorgsfullt utfört arbete, som förvaras i Riksarkivet i Helsingfors. Omkring 1650 kartlade han Halikko härad. En karta över Åbo stad, daterad 1652, hade han uppgjort före den 28 juni 1651. En jordrevningsbok över Ingå påbörjade han 1651 och avslutade 1652. Från 1656 finns en karta över befästningarna i Åbo i behåll. 1658 omtalas en jordrevning i Björneborg och år 1663 kartlade han staden med omgivningar.
Till denna lista kan läggas ytterligare två: en mycket detaljerad karta över Åland, upprättad omkring 1650, den första som täcker hela landskapet, förvaras i Kungliga Biblioteket i Stockholm samt en karta över friherreskapet Korpo, daterad 16 augusti 1650, som såldes på auktion i Stockholm 2004 (se bild).
För sina förtjänster som lantmätare blev Hans Hansson icke obelönad. Den 2 maj 1652 skänkte och gav drottning Kristina år ”Vår trotjänare och ingengieur uti Finland, ärlig och förståndig Hans Hansson”, hans hustru och barn tre ödeshemman, ett i Saramäki by i S:t Marie, ett i Kurala i S:t Karins och ett i Kyrkby i Helsinge.
Hans Hansson sökte 1657 borgmästartjänsten i Björneborg och blev utnämnd den 28 december. Från Helsingfors kunde han då prestera ett intyg över sitt ”ärliga förhållande och uppriktiga leverne”. Redan den 3 maj 1658 sökte han en rådmanstjänst i Helsingfors och blev utnämnd den 27 oktober.
Hans Hansson ägde stadsgårdar i Åbo, Björneborg och Helsingfors. Han torde ha dött i början av 1667.

### En tillskriven kartbok
I Riksarkivet i Helsingfors förvaras en serie inbundna kartor från Sund och Vårdö på Åland, som i litteraturen brukar anges vara gjorda av Hans Hansson 1650 eller omkring 1650. Uppgiften torde härröra från en notering på insidan av pärmen i kartboken, sannolikt från 1700-talet: ”Denna CharteBok förmenas wara förfärdigat af Landtmätaren Hans Hansson på 1650-tahlet”. En jämförelse av namnen på de hemmansbrukare som nämns på kartorna med motsvarande brukare i mantalslängderna visar att flertalet kartor verkar vara något äldre och tillkomna redan under första halvan av 1640-talet (någon enstaka, som Finby, kan vara gjord något senare). Knappast är det heller Hans Hansson som är kartornas upphovsman, i alla fall är det inte han som ritat dem. Handstilen liknar inte den som finns på hans andra kartor, utan är betydligt mer driven och snirklig än Hans Hanssons enklare och rakare handstil. Vem som ritat kartorna från Sund och Vårdö är tills vidare outrett.

## Familj
Hans Hansson föddes antagligen i Sverige under 1600-talets första fjärdedel. Hans föräldrar är inte kända, men möjligen hade hans mor som änka ingått äktenskap med borgmästaren i Hjo Bengt Arvidsson, eftersom han och hans hustru nämner Hans Hansson som sin son efter dennes död.
Han gifte sig 1647 med Brita Henriksdotter, död 1683, änka efter Henrik Visenius.